# Radisleben
Radisleben è una frazione della città tedesca di Ballenstedt, nel Land della Sassonia-Anhalt.
Fino al 31 dicembre 2009 Radisleben era un comune autonomo.